# أرجمون شبه مغزلي
أرجمون شبه مغزلي أو خشخاش شائك شبه مغزلي (الاسم العلمي: Argemone subfusiformis) هو نوع من النباتات يتبع جنس الأرجمون من الفصيلة الخشخاشية     .	